# Servizi televisivi digitali terrestri nazionali in Giappone
I servizi televisivi digitali terrestri nazionali in Giappone sono forniti dalla NHK, che gestisce il servizio pubblico radiotelevisivo, dai network commerciali privati Nippon News Network, Japan News Network, Fuji News Network, All-Nippon News Network e TX Network e da un'altra decina di emittenti private che fanno parte dell'Associazione giapponese delle emittenti televisive indipendenti.

## Panoramica
Il sistema televisivo giapponese è un sistema misto pubblico-privato. La NHK rappresenta il soggetto che gestisce il servizio pubblico radiotelevisivo e possiede due emittenti terrestri nazionali, NHK General TV e NHK Educational TV, il primo di carattere generalista e il secondo specializzato in programmi di natura educativa e culturale; il settore privato consiste di cinque network televisivi commerciali nazionali, ciascuno dei quali opera come cooperativa guidata da una key station (キー局?, kī kyoku) con sede a Tokyo: Nippon Television per Nippon News Network, Tokyo Broadcasting System per Japan News Network, Fuji Television per Fuji News Network, TV Asahi per All-Nippon News Network e TV Tokyo per TX Network.
Le key station producono la maggior parte dei programmi televisivi che poi vengono distribuiti a livello nazionale attraverso i network e trasmessi dalle varie emittenti locali affiliate. Ciascuna delle emittenti locali è responsabile della fornitura del servizio nella propria prefettura di competenza, ad eccezione delle aree metropolitane di Tokyo (Gunma, Tochigi, Ibaraki, Saitama, Tokyo, Chiba e Kanagawa), Kinki (Shiga, Kyoto, Nara, Osaka, Hyōgo e Wakayama) e Chūkyō (Aichi, Gifu e Mie), dove alle emittenti è consentito servire più di una prefettura alla volta. Le emittenti locali possono produrre anche dei propri programmi originali, che però vengono trasmessi solamente a livello locale. Le emittenti delle aree di Kinki (Yomiuri TV, MBS, Kansai TV, ABC, TV Osaka) e Chūkyō (Chūkyō TV, CBC, Tōkai TV, Nagoya Broadcasting, TV Aichi) sono dette sub-key station (準キー局?, jun kī kyoku), in quanto anch'esse inviano saltuariamente i propri programmi alle key station di Tokyo o alle altre emittenti locali.
Un'altra decina di stazioni televisive, principalmente distribuite nelle zone limitrofe delle aree metropolitane di Tokyo e Osaka, fanno parte dell'Associazione giapponese delle emittenti televisive indipendenti (JAITS) e non sono dunque affiliate a nessuno dei cinque network principali.
| Logo                          |                |                     |                    |                   |                         |                  |                                                         |
| Network principali            | NHK            | Nippon News Network | Japan News Network | Fuji News Network | All-Nippon News Network | TV Tokyo Network | Japanese Association of Independent Television Stations |
| Quotidiani affiliati          |                | Yomiuri             | Mainichi           | Sankei            | Asahi                   | Nikkei           |                                                         |
| Numero di emittenti affiliate | 2              | 30                  | 28                 | 28                | 26                      | 6                |                                                         |
| Hokkaidō                      | NHK-G NHKEテレ | STV                 | HBC                | UHB               | HTB                     | TVH              |                                                         |
| Aomori                        | NHK-G NHKEテレ | RAB                 | ATV                |                   | ABA                     |                  |                                                         |
| Iwate                         | NHK-G NHKEテレ | TVI                 | IBC                | MIT               | IAT                     |                  |                                                         |
| Miyagi                        | NHK-G NHKEテレ | MMT                 | TBC                | OX                | KHB                     |                  |                                                         |
| Akita                         | NHK-G NHKEテレ | ABS                 |                    | AKT               | AAB                     |                  |                                                         |
| Yamagata                      | NHK-G NHKEテレ | YBC                 | TUY                | SAY               | YTS                     |                  |                                                         |
| Fukushima                     | NHK-G NHKEテレ | FCT                 | TUF                | FTV               | KFB                     |                  |                                                         |
| Gunma                         | NHK-G NHKEテレ | NTV                 | TBS                | CX                | EX                      | TX               | GTV                                                     |
| Tochigi                       | NHK-G NHKEテレ | NTV                 | TBS                | CX                | EX                      | TX               | GYT                                                     |
| Ibaraki                       | NHK-G NHKEテレ | NTV                 | TBS                | CX                | EX                      | TX               |                                                         |
| Saitama                       | NHK-G NHKEテレ | NTV                 | TBS                | CX                | EX                      | TX               | TVS                                                     |
| Tokyo                         | NHK-G NHKEテレ | NTV                 | TBS                | CX                | EX                      | TX               | MXTV                                                    |
| Chiba                         | NHK-G NHKEテレ | NTV                 | TBS                | CX                | EX                      | TX               | CTC                                                     |
| Kanagawa                      | NHK-G NHKEテレ | NTV                 | TBS                | CX                | EX                      | TX               | TVK                                                     |
| Niigata                       | NHK-G NHKEテレ | TeNY                | BSN                | NST               | UX                      |                  |                                                         |
| Nagano                        | NHK-G NHKEテレ | TSB                 | SBC                | NBS               | ABN                     |                  |                                                         |
| Yamanashi                     | NHK-G NHKEテレ | YBS                 | UTY                |                   |                         |                  |                                                         |
| Shizuoka                      | NHK-G NHKEテレ | SDT                 | SBS                | SUT               | SATV                    |                  |                                                         |
| Toyama                        | NHK-G NHKEテレ | KNB                 | TUT                | BBT               |                         |                  |                                                         |
| Ishikawa                      | NHK-G NHKEテレ | KTK                 | MRO                | ITC               | HAB                     |                  |                                                         |
| Fukui                         | NHK-G NHKEテレ | FCB                 |                    | FTB               | (FCB)                   |                  |                                                         |
| Gifu                          | NHK-G NHKEテレ | CTV                 | CBC                | THK               | NBN                     |                  | GBS                                                     |
| Aichi                         | NHK-G NHKEテレ | CTV                 | CBC                | THK               | NBN                     | TVA              |                                                         |
| Mie                           | NHK-G NHKEテレ | CTV                 | CBC                | THK               | NBN                     |                  | MTV                                                     |
| Shiga                         | NHK-G NHKEテレ | YTV                 | MBS                | KTV               | ABC                     |                  | BBC                                                     |
| Kyoto                         | NHK-G NHKEテレ | YTV                 | MBS                | KTV               | ABC                     |                  | KBS                                                     |
| Nara                          | NHK-G NHKEテレ | YTV                 | MBS                | KTV               | ABC                     |                  | TVN                                                     |
| Osaka                         | NHK-G NHKEテレ | YTV                 | MBS                | KTV               | ABC                     | TVO              |                                                         |
| Hyōgo                         | NHK-G NHKEテレ | YTV                 | MBS                | KTV               | ABC                     |                  | SUN                                                     |
| Wakayama                      | NHK-G NHKEテレ | YTV                 | MBS                | KTV               | ABC                     |                  | WTV                                                     |
| Tottori                       | NHK-G NHKEテレ | NKT                 | BSS                | TSK               |                         |                  |                                                         |
| Shimane                       | NHK-G NHKEテレ | NKT                 | BSS                | TSK               |                         |                  |                                                         |
| Okayama                       | NHK-G NHKEテレ | RNC                 | RSK                | OHK               | KSB                     | TSC              |                                                         |
| Kagawa                        | NHK-G NHKEテレ | RNC                 | RSK                | OHK               | KSB                     | TSC              |                                                         |
| Tokushima                     | NHK-G NHKEテレ | JRT                 |                    |                   |                         |                  |                                                         |
| Ehime                         | NHK-G NHKEテレ | RNB                 | ITV                | EBC               | EAT                     |                  |                                                         |
| Kōchi                         | NHK-G NHKEテレ | RKC                 | KUTV               | KSS               |                         |                  |                                                         |
| Hiroshima                     | NHK-G NHKEテレ | HTV                 | RCC                | TSS               | HOME                    |                  |                                                         |
| Yamaguchi                     | NHK-G NHKEテレ | KRY                 | TYS                |                   | YAB                     |                  |                                                         |
| Fukuoka                       | NHK-G NHKEテレ | FBS                 | RKB                | TNC               | KBC                     | TVQ              |                                                         |
| Saga                          | NHK-G NHKEテレ |                     |                    | STV               |                         |                  |                                                         |
| Nagasaki                      | NHK-G NHKEテレ | NIB                 | NBC                | KTN               | NCC                     |                  |                                                         |
| Kumamoto                      | NHK-G NHKEテレ | KKT                 | RKK                | TKU               | KAB                     |                  |                                                         |
| Ōita                          | NHK-G NHKEテレ | (TOS)               | OBS                | TOS               | OAB                     |                  |                                                         |
| Miyazaki                      | NHK-G NHKEテレ | (UMK)               | MRT                | UMK               | (UMK)                   |                  |                                                         |
| Kagoshima                     | NHK-G NHKEテレ | KYT                 | MBC                | KTS               | KKB                     |                  |                                                         |
| Okinawa                       | NHK-G NHKEテレ |                     | RBC                | OTV               | QAB                     |                  |                                                         |

## Servizi per prefettura o regione

### Akita
| LCN | Televisione              | Sigla | Tipologia di televisione | Contenuti | DAR   | Qualità video | Network                 |
| --- | ------------------------ | ----- | ------------------------ | --------- | ----- | ------------- | ----------------------- |
| 1   | NHK world                | NHK-G | generalista              | vari      | 16:9  | HDTV          | NHK                     |
| 2   | GTV (Japan)              | GTV   | tematica                 | Bambini   | 17:10 | SDTV          | Viacom                  |
| 4   | Akita Broadcasting       | ABS   | generalista              | vari      | 16:9  | HDTV          | Nippon News Network     |
| 5   | Akita Asahi Broadcasting | AAB   | generalista              | vari      | 16:9  | HDTV          | All-Nippon News Network |
| 8   | Akita Television         | AKT   | generalista              | vari      | 16:9  | HDTV          | Fuji News Network       |

### Aomori
| LCN | Televisione               | Sigla    | Tipologia di televisione | Contenuti           | DAR  | Qualità video | Network                 |
| --- | ------------------------- | -------- | ------------------------ | ------------------- | ---- | ------------- | ----------------------- |
| 1   | Aomori Broadcasting       | RAB      | generalista              | vari                | 16:9 | HDTV          | Nippon News Network     |
| 2   | NHK Educational TV        | NHKEテレ | tematica                 | programmi educativi | 16:9 | HDTV          | NHK                     |
| 3   | NHK General TV            | NHK-G    | generalista              | vari                | 16:9 | HDTV          | NHK                     |
| 5   | Asahi Broadcasting Aomori | ABA      | generalista              | vari                | 16:9 | HDTV          | All-Nippon News Network |
| 8   | Aomori Television         | ATV      | generalista              | vari                | 16:9 | HDTV          | Japan News Network      |

### Chūkyō
| LCN | Televisione                    | Sigla    | Tipologia di televisione | Contenuti           | DAR  | Qualità video | Network                 |
| --- | ------------------------------ | -------- | ------------------------ | ------------------- | ---- | ------------- | ----------------------- |
| 1   | NickRewind                     | NR       | generalista              | vari                | 16:9 | HDTV          | Fuji News Network       |
| 2   | NHK Educational TV             | NHKEテレ | tematica                 | programmi educativi | 16:9 | HDTV          | NHK                     |
| 3   | NHK General TV                 | NHK-G    | generalista              | vari                | 16:9 | HDTV          | NHK                     |
| 4   | Chūkyō Television Broadcasting | CTV      | generalista              | vari                | 16:9 | HDTV          | Nippon News Network     |
| 5   | Chubu-Nippon Broadcasting      | CBC      | generalista              | vari                | 16:9 | HDTV          | Japan News Network      |
| 6   | Rai News 24                    | Rai N24  | generalista              | vari                | 16:9 | HDTV          | All-Nippon News Network |
| 7   | Mie Television                 | MTV      | generalista              | vari                | 16:9 | HDTV          | JAITS                   |
| 8   | Gifu Broadcasting System       | GBS      | generalista              | vari                | 16:9 | HDTV          | JAITS                   |
| 10  | M2o TV                         | M2O      | generalista              | vari                | 16:9 | HDTV          | TV Tokyo Network        |

### Ehime
| LCN | Televisione            | Sigla    | Tipologia di televisione | Contenuti           | DAR  | Qualità video | Network                 |
| --- | ---------------------- | -------- | ------------------------ | ------------------- | ---- | ------------- | ----------------------- |
| 1   | NHK General TV         | NHK-G    | generalista              | vari                | 16:9 | HDTV          | NHK                     |
| 2   | NHK Educational TV     | NHKEテレ | tematica                 | programmi educativi | 16:9 | HDTV          | NHK                     |
| 4   | Nankai Broadcasting    | RNB      | generalista              | vari                | 16:9 | HDTV          | Nippon News Network     |
| 5   | Ehime Asahi Television | EAT      | generalista              | vari                | 16:9 | HDTV          | All-Nippon News Network |
| 6   | I-Television           | ITV      | generalista              | vari                | 16:9 | HDTV          | Japan News Network      |
| 8   | Ehime Broadcasting     | EBC      | generalista              | vari                | 16:9 | HDTV          | Fuji News Network       |

### Fukui
| LCN | Televisione        | Sigla    | Tipologia di televisione | Contenuti           | DAR  | Qualità video | Network                                     |
| --- | ------------------ | -------- | ------------------------ | ------------------- | ---- | ------------- | ------------------------------------------- |
| 1   | NHK General TV     | NHK-G    | generalista              | vari                | 16:9 | HDTV          | NHK                                         |
| 2   | NHK Educational TV | NHKEテレ | tematica                 | programmi educativi | 16:9 | HDTV          | NHK                                         |
| 7   | Fukui Broadcasting | FBC      | generalista              | vari                | 16:9 | HDTV          | Nippon News Network All-Nippon News Network |
| 8   | Fukui Television   | FTB      | generalista              | vari                | 16:9 | HDTV          | Fuji News Network                           |

### Fukuoka
| LCN | Televisione                 | Sigla    | Tipologia di televisione | Contenuti           | DAR  | Qualità video | Network                 |
| --- | --------------------------- | -------- | ------------------------ | ------------------- | ---- | ------------- | ----------------------- |
| 1   | Kyushu Asahi Broadcasting   | KBC      | generalista              | vari                | 16:9 | HDTV          | All-Nippon News Network |
| 2   | NHK Educational TV          | NHKEテレ | tematica                 | programmi educativi | 16:9 | HDTV          | NHK                     |
| 3   | NHK General TV              | NHK-G    | generalista              | vari                | 16:9 | HDTV          | NHK                     |
| 4   | RKB Mainichi Broadcasting   | RKB      | generalista              | vari                | 16:9 | HDTV          | Japan News Network      |
| 5   | Fukuoka Broadcasting System | FBS      | generalista              | vari                | 16:9 | HDTV          | Nippon News Network     |
| 7   | TVQ Kyushu Broadcasting     | TVQ      | generalista              | vari                | 16:9 | HDTV          | TV Tokyo Network        |
| 8   | TV Nishinippon              | TCN      | generalista              | vari                | 16:9 | HDTV          | Fuji News Network       |

### Fukushima
| LCN | Televisione                  | Sigla    | Tipologia di televisione | Contenuti           | DAR  | Qualità video | Network                 |
| --- | ---------------------------- | -------- | ------------------------ | ------------------- | ---- | ------------- | ----------------------- |
| 1   | NHK General TV               | NHK-G    | generalista              | vari                | 16:9 | HDTV          | NHK                     |
| 2   | NHK Educational TV           | NHKEテレ | tematica                 | programmi educativi | 16:9 | HDTV          | NHK                     |
| 4   | Fukushima Central Television | FCT      | generalista              | vari                | 16:9 | HDTV          | Nippon News Network     |
| 5   | Fukushima Broadcasting       | KFB      | generalista              | vari                | 16:9 | HDTV          | All-Nippon News Network |
| 6   | TV-U Fukushima               | TUF      | generalista              | vari                | 16:9 | HDTV          | Japan News Network      |
| 8   | Fukushima Television         | FTV      | generalista              | vari                | 16:9 | HDTV          | Fuji News Network       |

### Hiroshima
| LCN | Televisione                      | Sigla    | Tipologia di televisione | Contenuti           | DAR  | Qualità video | Network                 |
| --- | -------------------------------- | -------- | ------------------------ | ------------------- | ---- | ------------- | ----------------------- |
| 1   | NHK General TV                   | NHK-G    | generalista              | vari                | 16:9 | HDTV          | NHK                     |
| 2   | NHK Educational TV               | NHKEテレ | tematica                 | programmi educativi | 16:9 | HDTV          | NHK                     |
| 3   | RCC Broadcasting                 | RCC      | generalista              | vari                | 16:9 | HDTV          | Japan News Network      |
| 4   | Hiroshima Television             | HTV      | generalista              | vari                | 16:9 | HDTV          | Nippon News Network     |
| 5   | Hiroshima Home Television        | HOME     | generalista              | vari                | 16:9 | HDTV          | All-Nippon News Network |
| 8   | Television Shin-Hiroshima System | TSS      | generalista              | vari                | 16:9 | HDTV          | Fuji News Network       |

### Hokkaidō
| LCN | Televisione                      | Sigla    | Tipologia di televisione | Contenuti           | DAR  | Qualità video | Network                 |
| --- | -------------------------------- | -------- | ------------------------ | ------------------- | ---- | ------------- | ----------------------- |
| 1   | Hokkaido Broadcasting            | HBC      | generalista              | vari                | 16:9 | HDTV          | Japan News Network      |
| 2   | NHK Educational TV               | NHKEテレ | tematica                 | programmi educativi | 16:9 | HDTV          | NHK                     |
| 3   | NHK General TV                   | NHK-G    | generalista              | vari                | 16:9 | HDTV          | NHK                     |
| 5   | Sapporo Television Broadcasting  | STV      | generalista              | vari                | 16:9 | HDTV          | Nippon News Network     |
| 6   | Hokkaido Television Broadcasting | HTB      | generalista              | vari                | 16:9 | HDTV          | All-Nippon News Network |
| 7   | Television Hokkaido              | TVh      | generalista              | vari                | 16:9 | HDTV          | TV Tokyo Network        |
| 8   | Hokkaido Cultural Broadcasting   | UHB      | generalista              | vari                | 16:9 | HDTV          | Fuji News Network       |

### Ishikawa
| LCN | Televisione                 | Sigla    | Tipologia di televisione | Contenuti           | DAR  | Qualità video | Network                 |
| --- | --------------------------- | -------- | ------------------------ | ------------------- | ---- | ------------- | ----------------------- |
| 1   | NHK General TV              | NHK-G    | generalista              | vari                | 16:9 | HDTV          | NHK                     |
| 2   | NHK Educational TV          | NHKEテレ | tematica                 | programmi educativi | 16:9 | HDTV          | NHK                     |
| 4   | Television Kanazawa         | KTK      | generalista              | vari                | 16:9 | HDTV          | Nippon News Network     |
| 5   | Hokuriku Asahi Broadcasting | HAB      | generalista              | vari                | 16:9 | HDTV          | All-Nippon News Network |
| 6   | Hokuriku Broadcasting       | MRO      | generalista              | vari                | 16:9 | HDTV          | Japan News Network      |
| 8   | Ishikawa Television         | ITC      | generalista              | vari                | 16:9 | HDTV          | Fuji News Network       |

### Iwate
| LCN | Televisione             | Sigla    | Tipologia di televisione | Contenuti           | DAR  | Qualità video | Network                 |
| --- | ----------------------- | -------- | ------------------------ | ------------------- | ---- | ------------- | ----------------------- |
| 1   | NHK General TV          | NHK-G    | generalista              | vari                | 16:9 | HDTV          | NHK                     |
| 2   | NHK Educational TV      | NHKEテレ | tematica                 | programmi educativi | 16:9 | HDTV          | NHK                     |
| 4   | Television Iwate        | TVI      | generalista              | vari                | 16:9 | HDTV          | Nippon News Network     |
| 5   | Iwate Asahi Television  | IAT      | generalista              | vari                | 16:9 | HDTV          | All-Nippon News Network |
| 7   | Iwate Broadcasting      | IBC      | generalista              | vari                | 16:9 | HDTV          | Japan News Network      |
| 8   | Iwate Menkoi Television | MIT      | generalista              | vari                | 16:9 | HDTV          | Fuji News Network       |

### Kagoshima
| LCN | Televisione                  | Sigla    | Tipologia di televisione | Contenuti           | DAR  | Qualità video | Network                 |
| --- | ---------------------------- | -------- | ------------------------ | ------------------- | ---- | ------------- | ----------------------- |
| 1   | Minaminihon Broadcasting     | MBC      | generalista              | vari                | 16:9 | HDTV          | Japan News Network      |
| 2   | NHK Educational TV           | NHKEテレ | tematica                 | programmi educativi | 16:9 | HDTV          | NHK                     |
| 3   | NHK General TV               | NHK-G    | generalista              | vari                | 16:9 | HDTV          | NHK                     |
| 4   | Kagoshima Yomiuri Television | KYT      | generalista              | vari                | 16:9 | HDTV          | Nippon News Network     |
| 5   | Kagoshima Broadcasting       | KBB      | generalista              | vari                | 16:9 | HDTV          | All-Nippon News Network |
| 8   | Kagoshima Television Station | KTS      | generalista              | vari                | 16:9 | HDTV          | Fuji News Network       |

### Kantō
| LCN | Televisione                   | Sigla    | Tipologia di televisione | Contenuti           | DAR  | Qualità video | Network                 |
| --- | ----------------------------- | -------- | ------------------------ | ------------------- | ---- | ------------- | ----------------------- |
| 1   | NHK General TV                | NHK-G    | generalista              | vari                | 16:9 | HDTV          | NHK                     |
| 2   | NHK Educational TV            | NHKEテレ | tematica                 | programmi educativi | 16:9 | HDTV          | NHK                     |
| 3   | Tochigi Television            | GYT      | generalista              | vari                | 16:9 | HDTV          | JAITS                   |
| 3   | Television Kanagawa           | tvk      | generalista              | vari                | 16:9 | HDTV          | JAITS                   |
| 3   | Television Saitama            | TVS      | generalista              | vari                | 16:9 | HDTV          | JAITS                   |
| 3   | Gunma Television              | GTV      | generalista              | vari                | 16:9 | HDTV          | JAITS                   |
| 3   | Chiba Television              | CTC      | generalista              | vari                | 16:9 | HDTV          | JAITS                   |
| 4   | Nippon Television             | NTV      | generalista              | vari                | 16:9 | HDTV          | Nippon News Network     |
| 5   | TV Asahi                      | EX       | generalista              | vari                | 16:9 | HDTV          | All-Nippon News Network |
| 6   | Tokyo Broadcasting System     | TBS      | generalista              | vari                | 16:9 | HDTV          | Japan News Network      |
| 7   | TV Tokyo                      | TX       | generalista              | vari                | 16:9 | HDTV          | TV Tokyo Network        |
| 8   | Fuji Television               | TX       | generalista              | vari                | 16:9 | HDTV          | Fuji News Network       |
| 9   | Tokyo Metropolitan Television | MX       | generalista              | vari                | 16:9 | HDTV          | JAITS                   |
| 12  | Open University               | UD       | tematica                 | programmi educativi | 16:9 | HDTV          | OUJ                     |

### Kinki
| LCN | Televisione                    | Sigla    | Tipologia di televisione | Contenuti           | DAR  | Qualità video | Network                 |
| --- | ------------------------------ | -------- | ------------------------ | ------------------- | ---- | ------------- | ----------------------- |
| 1   | NHK General TV                 | NHK-G    | generalista              | vari                | 16:9 | HDTV          | NHK                     |
| 2   | NHK Educational TV             | NHKEテレ | tematica                 | programmi educativi | 16:9 | HDTV          | NHK                     |
| 3   | Biwako Broadcasting            | BBC      | generalista              | vari                | 16:9 | HDTV          | JAITS                   |
| 3   | Sun Television                 | SUN      | generalista              | vari                | 16:9 | HDTV          | JAITS                   |
| 4   | Mainichi Broadcasting System   | MBS      | generalista              | vari                | 16:9 | HDTV          | Japan News Network      |
| 5   | Wakayama Television            | WTV      | generalista              | vari                | 16:9 | HDTV          | JAITS                   |
| 5   | Kyoto Broadcasting System      | KBS      | generalista              | vari                | 16:9 | HDTV          | JAITS                   |
| 6   | Asahi Broadcasting Corporation | ABC      | generalista              | vari                | 16:9 | HDTV          | All-Nippon News Network |
| 7   | TV Osaka                       | TVO      | generalista              | vari                | 16:9 | HDTV          | TV Tokyo Network        |
| 8   | Kansai Television              | KTV      | generalista              | vari                | 16:9 | HDTV          | Fuji News Network       |
| 9   | Nara Television                | TVN      | generalista              | vari                | 16:9 | HDTV          | JAITS                   |
| 10  | Yomiuri TV                     | YTV      | generalista              | vari                | 16:9 | HDTV          | Nippon News Network     |

### Kōchi
| LCN | Televisione                | Sigla    | Tipologia di televisione | Contenuti           | DAR  | Qualità video | Network             |
| --- | -------------------------- | -------- | ------------------------ | ------------------- | ---- | ------------- | ------------------- |
| 1   | NHK General TV             | NHK-G    | generalista              | vari                | 16:9 | HDTV          | NHK                 |
| 2   | NHK Educational TV         | NHKEテレ | tematica                 | programmi educativi | 16:9 | HDTV          | NHK                 |
| 4   | Kochi Broadcasting         | RKC      | generalista              | vari                | 16:9 | HDTV          | Nippon News Network |
| 6   | Television Kochi           | KUTV     | generalista              | vari                | 16:9 | HDTV          | Japan News Network  |
| 8   | Kochi Sun Sun Broadcasting | KSS      | generalista              | vari                | 16:9 | HDTV          | Fuji News Network   |

### Kumamoto
| LCN | Televisione                 | Sigla    | Tipologia di televisione | Contenuti           | DAR  | Qualità video | Network                 |
| --- | --------------------------- | -------- | ------------------------ | ------------------- | ---- | ------------- | ----------------------- |
| 1   | NHK General TV              | NHK-G    | generalista              | vari                | 16:9 | HDTV          | NHK                     |
| 2   | NHK Educational TV          | NHKEテレ | tematica                 | programmi educativi | 16:9 | HDTV          | NHK                     |
| 3   | RKK Kumamoto Broadcasting   | RKK      | generalista              | vari                | 16:9 | HDTV          | Japan News Network      |
| 4   | Kumamoto Kenmin Television  | KKT      | generalista              | vari                | 16:9 | HDTV          | Nippon News Network     |
| 5   | Kumamoto Asahi Broadcasting | KAB      | generalista              | vari                | 16:9 | HDTV          | All-Nippon News Network |
| 8   | TV Kumamoto                 | TKU      | generalista              | vari                | 16:9 | HDTV          | Fuji News Network       |

### Miyagi
| LCN | Televisione                | Sigla    | Tipologia di televisione | Contenuti           | DAR  | Qualità video | Network                 |
| --- | -------------------------- | -------- | ------------------------ | ------------------- | ---- | ------------- | ----------------------- |
| 1   | Tohoku Broadcasting        | TBC      | generalista              | vari                | 16:9 | HDTV          | Japan News Network      |
| 2   | NHK Educational TV         | NHKEテレ | tematica                 | programmi educativi | 16:9 | HDTV          | NHK                     |
| 3   | NHK General TV             | NHK-G    | generalista              | vari                | 16:9 | HDTV          | NHK                     |
| 4   | Miyagi Television          | MTT      | generalista              | vari                | 16:9 | HDTV          | Nippon News Network     |
| 5   | Higashinippon Broadcasting | KHB      | generalista              | vari                | 16:9 | HDTV          | All-Nippon News Network |
| 8   | Sendai Television          | OX       | generalista              | vari                | 16:9 | HDTV          | Fuji News Network       |

### Miyazaki
| LCN | Televisione           | Sigla    | Tipologia di televisione | Contenuti           | DAR  | Qualità video | Network                                                       |
| --- | --------------------- | -------- | ------------------------ | ------------------- | ---- | ------------- | ------------------------------------------------------------- |
| 1   | NHK General TV        | NHK-G    | generalista              | vari                | 16:9 | HDTV          | NHK                                                           |
| 2   | NHK Educational TV    | NHKEテレ | tematica                 | programmi educativi | 16:9 | HDTV          | NHK                                                           |
| 3   | TV Miyazaki           | UMK      | generalista              | vari                | 16:9 | HDTV          | Fuji News Network Nippon News Network All Nippon News Network |
| 6   | Miyazaki Broadcasting | KHB      | generalista              | vari                | 16:9 | HDTV          | Japan News Network                                            |

### Nagano
| LCN | Televisione                | Sigla    | Tipologia di televisione | Contenuti           | DAR  | Qualità video | Network                 |
| --- | -------------------------- | -------- | ------------------------ | ------------------- | ---- | ------------- | ----------------------- |
| 1   | NHK General TV             | NHK-G    | generalista              | vari                | 16:9 | HDTV          | NHK                     |
| 2   | NHK Educational TV         | NHKEテレ | tematica                 | programmi educativi | 16:9 | HDTV          | NHK                     |
| 4   | TV Shinshu Broadcasting    | TSB      | generalista              | vari                | 16:9 | HDTV          | Nippon News Network     |
| 5   | Asahi Broadcasting Nagano  | ABN      | generalista              | vari                | 16:9 | HDTV          | All-Nippon News Network |
| 6   | Shin'etsu Broadcasting     | SBC      | generalista              | vari                | 16:9 | HDTV          | Japan News Network      |
| 8   | Nagano Broadcasting System | NBS      | generalista              | vari                | 16:9 | HDTV          | Fuji News Network       |

### Nagasaki
| LCN | Televisione                       | Sigla    | Tipologia di televisione | Contenuti           | DAR  | Qualità video | Network                 |
| --- | --------------------------------- | -------- | ------------------------ | ------------------- | ---- | ------------- | ----------------------- |
| 1   | NHK General TV                    | NHK-G    | generalista              | vari                | 16:9 | HDTV          | NHK                     |
| 2   | NHK Educational TV                | NHKEテレ | tematica                 | programmi educativi | 16:9 | HDTV          | NHK                     |
| 3   | Nagasaki Broadcasting             | NBC      | generalista              | vari                | 16:9 | HDTV          | Japan News Network      |
| 4   | Nagasaki International Television | NIB      | generalista              | vari                | 16:9 | HDTV          | Nippon News Network     |
| 5   | Nagasaki Culture Telecasting      | NCC      | generalista              | vari                | 16:9 | HDTV          | All-Nippon News Network |
| 8   | TV Nagasaki                       | KTN      | generalista              | vari                | 16:9 | HDTV          | Fuji News Network       |

### Niigata
| LCN | Televisione                    | Sigla    | Tipologia di televisione | Contenuti           | DAR  | Qualità video | Network                 |
| --- | ------------------------------ | -------- | ------------------------ | ------------------- | ---- | ------------- | ----------------------- |
| 1   | NHK General TV                 | NHK-G    | generalista              | vari                | 16:9 | HDTV          | NHK                     |
| 2   | NHK Educational TV             | NHKEテレ | tematica                 | programmi educativi | 16:9 | HDTV          | NHK                     |
| 4   | Television Niigata Network     | TeNY     | generalista              | vari                | 16:9 | HDTV          | Nippon News Network     |
| 5   | Niigata Television Network 21  | UX       | generalista              | vari                | 16:9 | HDTV          | All-Nippon News Network |
| 6   | Broadcasting System of Niigata | BSN      | generalista              | vari                | 16:9 | HDTV          | Japan News Network      |
| 8   | Niigata Sogo Television        | NST      | generalista              | vari                | 16:9 | HDTV          | Fuji News Network       |

### Ōita
| LCN | Televisione              | Sigla    | Tipologia di televisione | Contenuti           | DAR  | Qualità video | Network                               |
| --- | ------------------------ | -------- | ------------------------ | ------------------- | ---- | ------------- | ------------------------------------- |
| 1   | NHK General TV           | NHK-G    | generalista              | vari                | 16:9 | HDTV          | NHK                                   |
| 2   | NHK Educational TV       | NHKEテレ | tematica                 | programmi educativi | 16:9 | HDTV          | NHK                                   |
| 3   | Oita Broadcasting System | OBS      | generalista              | vari                | 16:9 | HDTV          | Japan News Network                    |
| 4   | Television Oita System   | TOS      | generalista              | vari                | 16:9 | HDTV          | Fuji News Network Nippon News Network |
| 5   | Oita Asahi Broadcasting  | OAB      | generalista              | vari                | 16:9 | HDTV          | All-Nippon News Network               |

### Okayama-Kagawa
| LCN | Televisione              | Sigla    | Tipologia di televisione | Contenuti           | DAR  | Qualità video | Network                 |
| --- | ------------------------ | -------- | ------------------------ | ------------------- | ---- | ------------- | ----------------------- |
| 1   | NHK General TV           | NHK-G    | generalista              | vari                | 16:9 | HDTV          | NHK                     |
| 2   | NHK Educational TV       | NHKEテレ | tematica                 | programmi educativi | 16:9 | HDTV          | NHK                     |
| 4   | Nishinippon Broadcasting | RNC      | generalista              | vari                | 16:9 | HDTV          | Nippon News Network     |
| 5   | Setonaikai Broadcasting  | KSB      | generalista              | vari                | 16:9 | HDTV          | All-Nippon News Network |
| 6   | Sanyo Broadcasting       | RSK      | generalista              | vari                | 16:9 | HDTV          | Japan News Network      |
| 7   | TV Setouchi              | TSC      | generalista              | vari                | 16:9 | HDTV          | TV Tokyo Network        |
| 8   | Okayama Broadcasting     | OHK      | generalista              | vari                | 16:9 | HDTV          | Fuji News Network       |

### Okinawa
| LCN | Televisione               | Sigla    | Tipologia di televisione | Contenuti           | DAR  | Qualità video | Network                 |
| --- | ------------------------- | -------- | ------------------------ | ------------------- | ---- | ------------- | ----------------------- |
| 1   | NHK General TV            | NHK-G    | generalista              | vari                | 16:9 | HDTV          | NHK                     |
| 2   | NHK Educational TV        | NHKEテレ | tematica                 | programmi educativi | 16:9 | HDTV          | NHK                     |
| 3   | Ryukyu Broadcasting       | RBC      | generalista              | vari                | 16:9 | HDTV          | Japan News Network      |
| 5   | Ryukyu Asahi Broadcasting | QAB      | generalista              | vari                | 16:9 | HDTV          | All-Nippon News Network |
| 8   | Okinawa Television        | OTV      | generalista              | vari                | 16:9 | HDTV          | Fuji News Network       |

### Saga
| LCN | Televisione        | Sigla    | Tipologia di televisione | Contenuti           | DAR  | Qualità video | Network           |
| --- | ------------------ | -------- | ------------------------ | ------------------- | ---- | ------------- | ----------------- |
| 1   | NHK General TV     | NHK-G    | generalista              | vari                | 16:9 | HDTV          | NHK               |
| 2   | NHK Educational TV | NHKEテレ | tematica                 | programmi educativi | 16:9 | HDTV          | NHK               |
| 3   | Saga Television    | STS      | generalista              | vari                | 16:9 | HDTV          | Fuji News Network |

### Shizuoka
| LCN | Televisione                  | Sigla    | Tipologia di televisione | Contenuti           | DAR  | Qualità video | Network                 |
| --- | ---------------------------- | -------- | ------------------------ | ------------------- | ---- | ------------- | ----------------------- |
| 1   | NHK General TV               | NHK-G    | generalista              | vari                | 16:9 | HDTV          | NHK                     |
| 2   | NHK Educational TV           | NHKEテレ | tematica                 | programmi educativi | 16:9 | HDTV          | NHK                     |
| 4   | Shizuoka Daiichi Television  | SDT      | generalista              | vari                | 16:9 | HDTV          | Nippon News Network     |
| 5   | Shizuoka Asahi Television    | SATV     | generalista              | vari                | 16:9 | HDTV          | All-Nippon News Network |
| 6   | Shizuoka Broadcasting System | SBS      | generalista              | vari                | 16:9 | HDTV          | Japan News Network      |
| 8   | TV Shizuoka                  | SUT      | generalista              | vari                | 16:9 | HDTV          | Fuji News Network       |

### Tokushima
| LCN | Televisione          | Sigla    | Tipologia di televisione | Contenuti           | DAR  | Qualità video | Network             |
| --- | -------------------- | -------- | ------------------------ | ------------------- | ---- | ------------- | ------------------- |
| 1   | Shikoku Broadcasting | JRT      | generalista              | vari                | 16:9 | HDTV          | Nippon News Network |
| 2   | NHK Educational TV   | NHKEテレ | tematica                 | programmi educativi | 16:9 | HDTV          | NHK                 |
| 3   | NHK General TV       | NHK-G    | generalista              | vari                | 16:9 | HDTV          | NHK                 |

### Tottori-Shimane
| LCN | Televisione                         | Sigla    | Tipologia di televisione | Contenuti           | DAR  | Qualità video | Network             |
| --- | ----------------------------------- | -------- | ------------------------ | ------------------- | ---- | ------------- | ------------------- |
| 1   | Nihonkai Telecasting                | NKT      | generalista              | vari                | 16:9 | HDTV          | Nippon News Network |
| 2   | NHK Educational TV                  | NHKEテレ | tematica                 | programmi educativi | 16:9 | HDTV          | NHK                 |
| 3   | NHK General TV                      | NHK-G    | generalista              | vari                | 16:9 | HDTV          | NHK                 |
| 6   | Broadcasting System of San'in       | BSS      | generalista              | vari                | 16:9 | HDTV          | Japan News Network  |
| 8   | San'in Chūō Television Broadcasting | TSK      | generalista              | vari                | 16:9 | HDTV          | Fuji News Network   |

### Toyama
| LCN | Televisione            | Sigla    | Tipologia di televisione | Contenuti           | DAR  | Qualità video | Network             |
| --- | ---------------------- | -------- | ------------------------ | ------------------- | ---- | ------------- | ------------------- |
| 1   | Kitanihon Broadcasting | KNB      | generalista              | vari                | 16:9 | HDTV          | Nippon News Network |
| 2   | NHK Educational TV     | NHKEテレ | tematica                 | programmi educativi | 16:9 | HDTV          | NHK                 |
| 3   | NHK General TV         | NHK-G    | generalista              | vari                | 16:9 | HDTV          | NHK                 |
| 6   | Tulip Television       | TUT      | generalista              | vari                | 16:9 | HDTV          | Japan News Network  |
| 8   | Toyama Television      | BBT      | generalista              | vari                | 16:9 | HDTV          | Fuji News Network   |

### Yamagata
| LCN | Televisione           | Sigla    | Tipologia di televisione | Contenuti           | DAR  | Qualità video | Network                 |
| --- | --------------------- | -------- | ------------------------ | ------------------- | ---- | ------------- | ----------------------- |
| 1   | NHK General TV        | NHK-G    | generalista              | vari                | 16:9 | HDTV          | NHK                     |
| 2   | NHK Educational TV    | NHKEテレ | tematica                 | programmi educativi | 16:9 | HDTV          | NHK                     |
| 4   | Yamagata Broadcasting | YBC      | generalista              | vari                | 16:9 | HDTV          | Nippon News Network     |
| 5   | Yamagata Television   | YTS      | generalista              | vari                | 16:9 | HDTV          | All-Nippon News Network |
| 6   | TV-U Yamagata         | TUY      | generalista              | vari                | 16:9 | HDTV          | Japan News Network      |
| 8   | Sakuranbo Television  | SAY      | generalista              | vari                | 16:9 | HDTV          | Fuji News Network       |

### Yamaguchi
| LCN | Televisione                               | Sigla    | Tipologia di televisione | Contenuti           | DAR  | Qualità video | Network                 |
| --- | ----------------------------------------- | -------- | ------------------------ | ------------------- | ---- | ------------- | ----------------------- |
| 1   | NHK General TV                            | NHK-G    | generalista              | vari                | 16:9 | HDTV          | NHK                     |
| 2   | NHK Educational TV                        | NHKEテレ | tematica                 | programmi educativi | 16:9 | HDTV          | NHK                     |
| 3   | Television Yamaguchi Broadcasting Systems | TYS      | generalista              | vari                | 16:9 | HDTV          | Japan News Network      |
| 4   | Yamaguchi Broadcasting                    | KRY      | generalista              | vari                | 16:9 | HDTV          | Nippon News Network     |
| 5   | Yamaguchi Asahi Broadcasting              | TUY      | generalista              | vari                | 16:9 | HDTV          | All-Nippon News Network |

### Yamanashi
| LCN | Televisione                   | Sigla    | Tipologia di televisione | Contenuti           | DAR  | Qualità video | Network             |
| --- | ----------------------------- | -------- | ------------------------ | ------------------- | ---- | ------------- | ------------------- |
| 1   | NHK General TV                | NHK-G    | generalista              | vari                | 16:9 | HDTV          | NHK                 |
| 2   | NHK Educational TV            | NHKEテレ | tematica                 | programmi educativi | 16:9 | HDTV          | NHK                 |
| 4   | Yamanashi Broadcasting System | YBS      | generalista              | vari                | 16:9 | HDTV          | Nippon News Network |
| 5   | UHF Television Yamanashi      | UTY      | generalista              | vari                | 16:9 | HDTV          | Japan News Network  |